# Carlo Rovelli
Carlo Rovelli (Verona, 3 maggio 1956) è un fisico, saggista e divulgatore scientifico italiano, specializzato in fisica teorica.
Ha lavorato in Italia e negli Stati Uniti e attualmente insegna in Francia all'Università di Aix-Marseille. La sua principale attività scientifica è nell'ambito della teoria della gravità quantistica a loop (Loop Quantum Gravity), di cui è uno dei fondatori. Si è occupato anche di storia e filosofia della scienza, della nascita del pensiero scientifico e in particolare della posizione di Anassimandro nello sviluppo della riflessione scientifica dell'umanità.
Rovelli ha scritto diversi libri di divulgazione scientifica, tra cui Sette brevi lezioni di fisica, Best Seller internazionale tradotto in 41 lingue che ha venduto oltre un milione di copie. Nel 2019 è stato inserito nella lista dei 100 migliori pensatori del mondo («Global Thinkers») dalla rivista Foreign Policy, grazie al suo saggio L'ordine del tempo.

## Biografia
Ha frequentato il Liceo classico Scipione Maffei di Verona, si è laureato in fisica a Bologna e ha conseguito il dottorato di ricerca a Padova. Negli anni settanta ha partecipato ai movimenti politici studenteschi nell'università italiana. Ha partecipato a radio libere come Radio Alice a Bologna e Radio Anguana a Verona, della quale fu tra i fondatori. In relazione a questa attività politica è stato denunciato e poi assolto per reati d'opinione legati al libro Fatti nostri. Bologna marzo 1977, che ha curato insieme a Enrico Palandri, Maurizio Torrealta e Claudio Piersanti. È stato arrestato e detenuto brevemente nel 1977 per renitenza al servizio militare, allora obbligatorio in Italia. In "Giorgio Bertani editore ribelle" un suo contributo racconta la partecipazione al movimento del 1977; il libro contiene anche un docufilm con interviste a Rovelli, Giorgio Bertani, Antonio Moresco, Walter Peruzzi e altri attivisti e intellettuali. Rovelli ha dato alle sue esperienze con l'LSD il merito di aver acceso il suo interesse per la fisica teorica.
Ha avuto posizioni di postdoc nella Sapienza - Università di Roma, alla SISSA di Trieste e all'Università di Yale negli Stati Uniti. È stato ricercatore presso l'Università di Trento e professore all'Università di Pittsburgh dal 1990 al 2000 Dal 2000 è ordinario di fisica teorica all'Università di Aix-Marseille, dove dirige il gruppo di ricerca in gravità quantistica del Centre de Physique Théorique. È stato a lungo Affiliated Professor nel Dipartimento di Storia e Filosofia della Scienza dell'Università di Pittsburgh.
Collabora regolarmente con il Corriere della Sera, in particolare con il supplemento La Lettura. I suoi articoli sono apparsi sul supplemento culturale de Il Sole 24 Ore, e saltuariamente su la Repubblica, sul Guardian e sul Financial Times.

## Principali contributi

### Gravità quantistica
Rovelli è noto soprattutto per i suoi contributi al problema della gravità quantistica, il problema, tuttora aperto, di conciliare la relatività generale e la meccanica quantistica. In collaborazione con Lee Smolin e Abhay Ashtekar, ha dato origine alla teoria della gravità quantistica a loop (loop quantum gravity), oggi una delle principali linee di ricerca teoriche per descrivere le proprietà quantistiche dello spazio e del tempo.
Nel 1995, Rovelli e Smolin hanno trovato una base esplicita di stati dello spaziotempo quantistico, descritti dalle reti di spin ("spin networks") introdotte da Roger Penrose. Usando questa base, hanno mostrato che la teoria predice che area e volume dello spazio sono quantizzati. Il risultato implica l'esistenza di una struttura discreta dello spazio a piccolissima scala, che è la principale predizione della gravità quantistica a loop.
Nel 1997 Rovelli e Michael Reisenberger hanno introdotto la formulazione della teoria in termini di un integrale funzionale (spinfoam). Nel 2008, con Jonathan Engle e Roberto Pereira, ha introdotto l'ampiezza di vertice che è alla base della corrente formulazione della dinamica covariante in loop quantum gravity. La teoria è stata applicata in cosmologia quantistica, dove ha portato all'ipotesi del Big Bounce, e nello studio delle proprietà termodinamiche dei buchi neri.
Il problema della gravità quantistica è aperto ed esistono diverse direzioni di ricerca, nessuna per ora confermata dall'esperienza. La teoria dei loop è oggi tra gli approcci più studiati al problema, dopo la teoria delle stringhe. I gruppi che lavorano su questo approccio sono una cinquantina nel mondo e comprendono alcune centinaia di scienziati. Conferenze sulla teoria (chiamate LOOPS) si svolgono con regolarità ogni due anni.
Una presentazione della teoria per il grande pubblico si trova in La realtà non è come ci appare (2014).

### Altri lavori

#### Meccanica quantistica relazionale

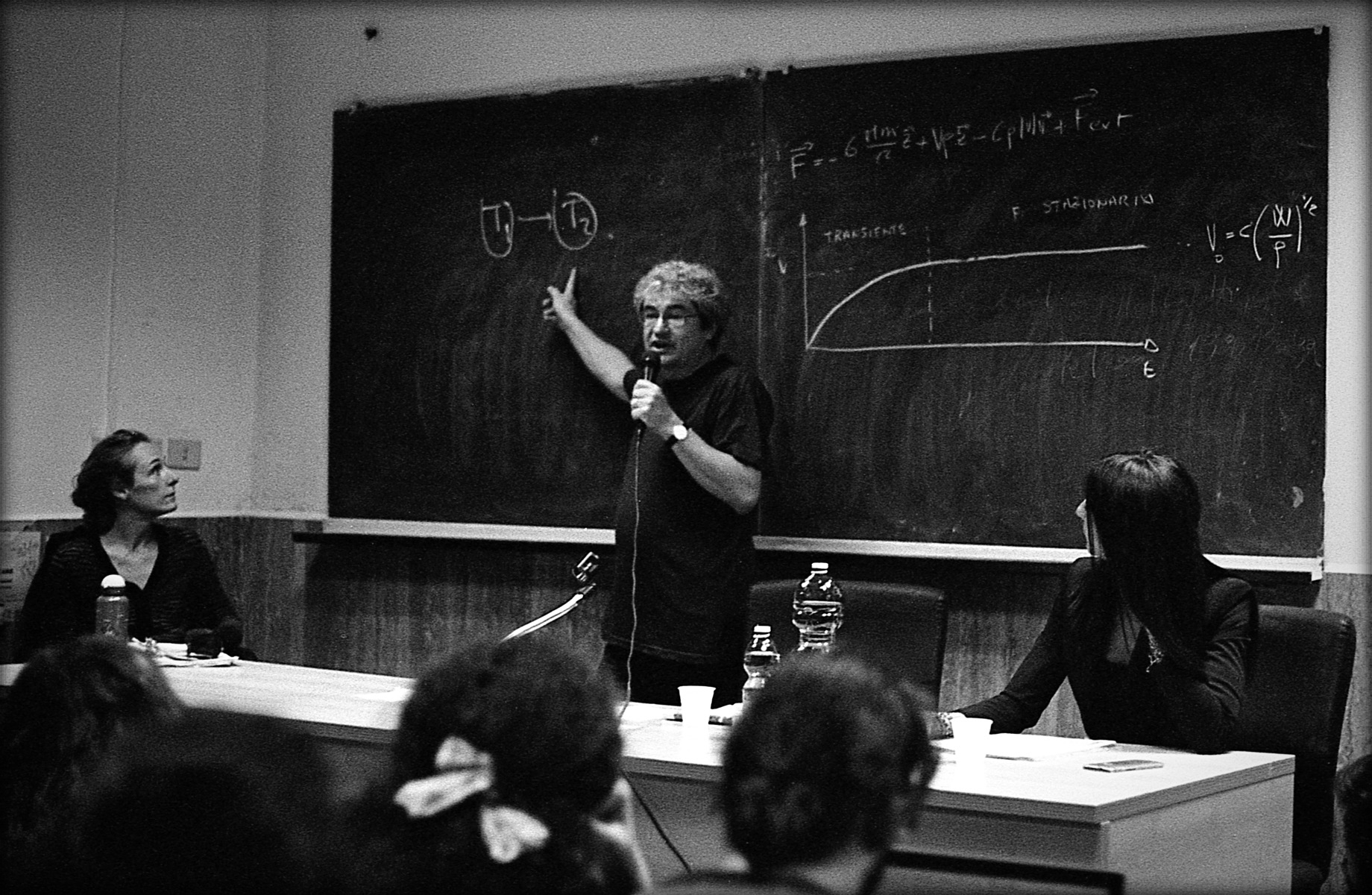
Carlo Rovelli, Roma 2015

Nel 1994 ha introdotto la meccanica quantistica relazionale (relational quantum mechanics), una interpretazione della meccanica quantistica basata sull'idea che gli stati quantistici sono sempre relativi a un osservatore. Questa interpretazione della meccanica quantistica è stata discussa da filosofi come Bas van Fraassen, Michel Bitboll e Mauro Dorato. Rovelli ha esposto nel saggio divulgativo Helgoland (2020) le principali idee della meccanica quantistica relazionale.

#### Meccanica senza tempo
Rovelli ha sviluppato negli anni una formulazione della meccanica che non richiede la caratterizzazione di una variabile speciale come variabile tempo. La dinamica è espressa dalle correlazioni fra le variabili fisiche anziché dalla evoluzione di queste rispetto al tempo. Questa formulazione senza tempo della dinamica dovrebbe essere necessaria per descrivere i fenomeni quanto-gravitazionali, dove il tempo subisce fluttuazioni quantistiche. È oggi usata per esempio nell'ambito di diversi tentativi di studiare la cosmologia primordiale, come nella teoria del Big Bounce.
Insieme ad Alain Connes, ha formulato un modello covariante di campi quantistici, basato sulla "ipotesi del tempo termico". Secondo questa ipotesi il tempo assente nella teoria fondamentale emergerebbe solo in ambito statistico e termodinamico e la sensazione dello scorrere del tempo sarebbe, in un certo senso, un'illusione derivata dall'incompletezza della conoscenza.

#### Storia e filosofia della scienza
Nel libro Cos'è la Scienza. La rivoluzione di Anassimandro, Rovelli riesamina il ruolo storico di Anassimandro, filosofo greco del VI secolo a.C., mettendone in luce l'importanza come iniziatore di una rivoluzione teorica che darà forma a quel pensiero che evolverà nella scienza moderna, e presenta una visione articolata e originale sulla natura della scienza. Per Rovelli, il pensiero scientifico ridisegna in continuazione il mondo, non essendo basato su certezze acquisite, ma sulla radicale consapevolezza dei limiti e della incertezza del sapere. Questa consapevolezza permette al pensiero scientifico di rimettere costantemente in dubbio se stesso e quindi di rappresentare, in ogni momento, la forma più affidabile di sapere.
Nei suoi scritti di filosofia della scienza, Rovelli ha ripetutamente difeso e articolato un punto di vista ateo. Secondo Rovelli, la conoscenza scientifica è affidabile non perché è in grado di condurre l'uomo a certezze assolute, o di rispondere a tutte le domande, ma, al contrario, perché è consapevole del fatto che non si conosce la risposta a molte questioni e la conoscenza umana è sempre parzialmente incerta. L'affidabilità della scienza è basata sulla messa in dubbio costante del sapere, che permette di liberarsi di errori e pregiudizi. Le credenze religiose, al contrario, resistono solo grazie a un arbitrario divieto a revocarle in dubbio ("fede"), anche quando diventano palesemente incoerenti.

### Impegno politico, pacifismo e controversie
Il primo libro pubblicato da Rovelli è sui movimenti politici studenteschi degli anni Settanta.. Più tardi Rovelli ha rifiutato il servizio militare ed è stato brevemente detenuto per questo. Nel 2021, Rovelli ha coordinato una lettera aperta firmata da oltre 50 Premi Nobel, compreso il Dalai Lama, che invitava tutti i paesi del mondo a negoziare una riduzione bilanciata globale delle spese militari del 2% all'anno, e usare metà delle risorse liberate per il clima, la povertà estrema e le pandemie. Nel 2023, Rovelli ha fatto un breve discorso politico al Concerto del Primo Maggio, invitando i giovani all'impegno per il clima, le diseguaglianze economiche e la pace, e criticando il Ministro della Difesa per essere vicino all'industria bellica. Il discorso ha suscitato vaste polemiche che hanno portato alla cancellazione del suo invito a rappresentare l'Italia alla Fiera del libro di Francoforte. A seguito di ulteriori polemiche, la cancellazione è stata poi ritirata portando alle dimissioni il Commissario italiano per la Fiera di Francoforte. Per le sue posizioni sul conflitto russo-ucraino, Rovelli è stato minacciato di morte tramite posta elettronica.

### Punto di vista sulla religione
Rovelli si è definito "serenamente ateo". Ha discusso le proprie idee religiose in diversi articoli e nel suo libro su Anassimandro. Egli sostiene che il conflitto tra il pensiero razionale/scientifico e la religione strutturata potrebbe registrare periodi di tregua («non c'è contraddizione tra la soluzione delle equazioni di Maxwell e la fede nella creazione divina del Cielo e della Terra»), ma risulta in ultima analisi insolubile in quanto le religioni – o perlomeno la maggior parte di esse – richiedono l'accettazione di certe verità indubitabili, mentre il pensiero scientifico si basa sulla verifica continua di qualsiasi verità. Per Rovelli, quindi, la fonte del conflitto non è la pretesa, da parte della scienza, di fornire risposte – l'universo, per Rovelli, è pieno di misteri e una fonte di stupore e di emozioni –, ma, al contrario, l'accettazione della nostra ignoranza alla base della scienza, che confligge con la pretesa, da parte delle religioni, di essere depositarie della conoscenza certa.

## Riconoscimenti
- 1995 Premio Xanthopoulos della Società Internazionale per la Relatività Generale e la Gravità, "per contributi eccezionali alla fisica della gravità".[28]
- Laurea Honoris Causa Universitad de San Martin a Buenos Aires[29]
- Membro Senior dell'Instituto Universitario di Francia (IUF)
- Professore Onorario della Università Normale di Pechino
- Membro della Accademia Internazionale di Filosofia delle Scienze
- Membro onorario dell'Accademia di Scienze Arti e Lettere di Verona
- 2009 Primo premio "community", corrispondente al terzo premio assoluto, nella competizione su "La Natura del Tempo", indetta dal Foundational Questions Institute (FQXi).
- 2014 Premio Letterario Merck per il libro La realtà non è come ci appare
- 2015 Premio Pagine di scienza di Rosignano per il libro La realtà non è come ci appare[30]
- 2015 Premio Alassio centolibri per l’informazione culturale[31]
- 2015 Premio Larderello[32]
- 2015 Premio letterario Galileo per la divulgazione scientifica per il libro La realtà non è come ci appare.
- 2015 Cittadinanza onoraria del comune di Condofuri
- 2024 Premio Lewis Thomas per la "scrittura creativa", istituto nel '93 dal Consiglio della Fondazione David Rockefeller.[33]

## Nella cultura di massa
- Rovelli è apparso come personaggio Disney in una storia di Topolino.[34]
- Nel novembre 2022 Rovelli e la band rock Belladonna pubblicano il singolo Nothing Shines Unless It Burns.[35][36] Nell'ottobre 2023 il brano viene incluso nel ballot dei Grammy Awards nella categoria Best Rock Performance.[37]
- Nei tre romanzi di fantascienza che compongono la Mars Trilogy di Kim Stanley Robinson Carlo Rovelli e Lee Smolin appaiono come personaggi della storia della fisica. Nei romanzi la gravità quantistica a loop è stata fusa con la teoria delle stringhe per dare una teoria generale del mondo fisico.
- La versione in audiolibro in inglese del saggio L'ordine del tempo è stata letta dal celebre attore inglese Benedict Cumberbatch.[38]
- Rovelli è stato più volte ospite di Fabio Fazio nel programma Che tempo che fa ed è stato imitato dal comico Maurizio Crozza nel programma Fratelli di Crozza.
- Nel pezzo "Dear Carlo", pubblicato nell'album "Christian & Mauro" (2024), Blixa Bargeld e Teho Teardo rendono omaggio a Rovelli e alle sue doti di pasticciere. Il fisico avrebbe dovuto contribuire al brano con una registrazione.

## Opere
Carlo Rovelli è autore di oltre 200 articoli scientifici pubblicati sulle maggiori riviste internazionali. Ha pubblicato due monografie sulla gravità quantistica a loop e diversi testi di divulgazione scientifica.

### Saggi
- Bologna, marzo 1977 ...fatti nostri..., a cura di e con Enrico Palandri, Claudio Piersanti, Maurizio Torrealta et alii, Verona, Bertani, 1977; Rimini, NdA press, 2007, ISBN 978-88-89035-17-7.
- Che cos'è il tempo? Che cos'è lo spazio?, Roma, Di Renzo, 2004, ISBN 88-8323-082-5.
- Che cos'è la scienza. La rivoluzione di Anassimandro, Milano, Mondadori Università, 2011, ISBN 978-88-6184-075-1.
- La realtà non è come ci appare. La struttura elementare delle cose, Milano, Raffaello Cortina, 2014, ISBN 978-88-6030-641-8.
- Sette brevi lezioni di fisica, Milano, Adelphi, 2014, ISBN 978-88-459-2925-0.
- L'ordine del tempo, Milano, Adelphi, 2017, ISBN 978-88-459-3192-5.
- Ci sono luoghi al mondo dove più che le regole è importante la gentilezza. Articoli per i giornali, Milano, Corriere della Sera, 2018, ISBN 978-88-282-0090-1[39]
- Helgoland, Milano, Adelphi, 2020.[40] ISBN 88-459-3505-1.
- Relatività generale. Una semplice introduzione. Idee, struttura concettuale, buchi neri, onde gravitazionali, cosmologia e cenni di gravità quantistica, Milano, Adelphi, 2021, ISBN 978-88-459-3608-1.
- Buchi bianchi. Dentro l'orizzonte, Milano, Adelphi, 2023. ISBN 978-88-459-3753-8.
- Il volo di Francesca, Feltrinelli, 2025. ISBN 978-88-077-3079-5.

### Monografie
- Quantum Gravity, Cambridge University Press, 2004, ISBN 0-521-83733-2.
- Covariant Loop Quantum Gravity: An Elementary Introduction to Quantum Gravity and Spinfoam Theory, Cambridge University Press, 2015, ISBN 978-1107069626.

### Principali articoli
- Carlo Rovelli e Lee Smolin, Discreteness of Area and Volume in Quantum Gravity, in Nuclear Physics B, vol. 442, n. 593, 1995.
- Carlo Rovelli e Lee Smolin, Loop space representation for quantum general relativity, in Nuclear Physics B, vol. 331, n. 80, 1990.
- Carlo Rovelli e Lee Smolin, Spin Networks and Quantum Gravity, in Physical Review D, vol. 53, n. 5743, 1995.
- Carlo Rovelli, Relational Quantum Mechanics, in International Journal of Theoretical Physics, vol. 35, n. 1637, 1996.
- Carlo Rovelli, Loop Quantum Gravity, in Living Rev. Rel., vol. 1, n. 1, 1998.
- A. Connes e Carlo Rovelli, Von Neumann algebra automorphisms and time-thermodynamics relation in general covariant quantum theories, in Classical and Quantum Gravity, vol. 11, n. 2899, 1994.
- M. Reisenberger e Carlo Rovelli, Sum over Surfaces Form of Loop Quantum Gravity, in Physical Review D, vol. 56, n. 3490, 1997.
- Carlo Rovelli, Time In Quantum Gravity: Physics Beyond The Schrodinger Regime, in Physical Review D, vol. 43, n. 442, 1991.
- J. Engle, E. Livine, R. Pereira e Carlo Rovelli, LQG vertex with finite Immirzi parameter, in Nuclear Physics B, vol. 799, n. 136, 2008.